# ゆうべはお楽しみでしたね
『ゆうべはお楽しみでしたね』（ゆうべはおたのしみでしたね）は、金田一蓮十郎による日本の漫画作品。略称は『ゆうたの』。『ヤングガンガン』（スクウェア・エニックス）にて、2014年13号（同年6月20日）より月一ペースで連載。同社のウェブコミック配信サイト『ガンガンONLINE』では開始数話および最新話が掲載されている。話数は「サーバー1」、「サーバー2」、…というようにサーバーの数量で表現される。2019年1月よりテレビドラマ化された。
スクウェア・エニックスのMMORPG『ドラゴンクエストX』（以下『ドラクエX』）を題材にした作品。実在するオンラインゲームを題材にしているが、従来のドラクエ漫画と異なり、ゲーム内の世界ではなく、現代の日本に住む『ドラクエX』のプレイヤーを題材にしたラブコメディ作品となっている。プレイ中のゲーム内の様子も描かれるが、戦闘や冒険シーンは殆ど見られない。タイトルの『ゆうべはお楽しみでしたね』は、原作ゲームのシリーズ第1作目の『ドラゴンクエスト』において、主人公の勇者がローラ姫と一夜を明かした際に、宿屋の主人がからかって発するセリフが由来となっている。
なお、作中の登場人物は連絡先を交換してルームシェアを開始するが、実際の『ドラクエX』作中や掲載誌上では迷惑・犯罪行為に巻き込まれる危険があることから、プレイヤーに住所や連絡先などの個人情報を公開しないように注意喚起されている。

## あらすじ
ドラクエシリーズ初のMMORPGである『ドラゴンクエストX』をプレイする「パウダー」は、ゲーム内でオーガの「ゴロー」に助けられたことをきっかけにフレンドとなり、成り行きから2人はチーム「ヘブンスライム」に加入する。ドラゴンクエストXを始めて1年ほどが過ぎたある日、ゴローはアパートの賃貸契約が切れ住居を探していた。一軒家で一人暮らしをしていたパウダーは、同性で信頼できるゴローに対して親切心からルームシェアを提案する。
しかし、パウダーはゲーム内では女キャラクターだったが現実には男で、ゴローはゲーム内では男キャラクターだったが現実では女だった。お互いに同性だと思っていたためルームシェアを承知したはずが、勘違いで異性とのルームシェアになる。パウダーは戸惑いながらもルームシェアを開始するものの、2人は少しずつ打ち解け、徐々に親密な仲となっていく。

## 登場人物

### 主要人物
パウダー
本作の主人公。『ドラクエX』では可愛らしい丸い耳をしたボブカットのプクリポの女子キャラクター。通称「パウ」。魔法系の職業が得意らしいが、バトルよりものんびり過ごすことを好んでいる。平日は日課に追われているため、まだストーリーもクリアしていない。チーム「ヘブンスライム」に所属。パウダーは裁縫職人をしているが、ランプ錬金とツボ錬金の職人用のサブキャラクターとして、オーガ女の「みみつみ」とウェディ女の「にゃも」を作成している。名前の由来は、名前を決める際に食べていた菓子に書かれていた「〜パウダー配合」という言葉から。使用ハードはPC（Windows）→PlayStation 4（PS4）。
さつきたくみ
22歳（物語開始時）の男性。上中里駅の近くにある祖父が遺した一軒家で一人暮らしをしていたが、ゴローを迎え入れる形でルームシェアをすることになる。学生時代からゲームオタクで、気持ち悪がられた経験からギャル系女子が苦手。専門書店「animate」のコミック売り場を担当しているが、接客が苦手で同じ職場の「おおにた」に注意されている。当初は典型的なギャルであるゴローに対しても苦手意識を持っていたが、ルームシェアを続けるうちに考えを改めるようになる。
やがてみやこと交際を開始するが、大阪府の店舗に転勤する。その後遠距離恋愛を経て入籍し、後に誕生したゆうとの3人で暮らしている。当たり前と言えば当たり前だが、家事や育児もしっかりと手伝っている。たくみ自身は普通だというが「大抵の男はその普通が出来ない」と、みやこの母親に絶賛されている。
ゴロー
『ドラクエX』ではいかついオーガ男。特訓ポイントこそカンストしていないが、僧侶、パラディン、戦士、バトルマスターなど前衛職も回復職もこなし、紳士的な言動でパウダーから頼られている。対人戦闘施設のコロシアムではSランクのガチ勢だが、ドレスアップやカラーリングには無頓着で、のんびり派のパウダーとプレイスタイルは逆。チーム「ヘブンスライム」に所属。名前の由来は実家の飼い犬から。使用ハードはWii U→Nintendo Switch。
おかもとみやこ
上野近辺のネイルサロンに勤める女性。カラーコンタクトやつけまつげなどを使用しおしゃれだが、素顔は素朴な童顔。また、家では眼鏡をかけている。兄の影響でゲームが趣味となる。かつて4年交際した彼氏がいたが、『ドラクエX』が原因で別れている。モデルはモーニング娘。OGの田中れいな。
いわゆる「ネナベ」だが、ネカマやネナベという言葉の意味を理解しておらず、そもそも性別を偽っているという意識もない。紆余曲折を経てたくみと婚約するが上記の通り、ネナベを公表しておらずまたオフ会などにも参加しない関係でゴローが女性だと認識している者が殆どいないため、パウダー共々「ゲイカップル」だと勘違いされていた。そのため、ゴローが結婚後に出産したと聞いた際にはパウダーが（ゴローは女性だと）訂正するまで「別の意味」で驚愕していた。
ゆう
たくみとみやこの息子。

### チーム「ヘブンスライム」
マープル
エルフ女。「ヘブンスライム」のリーダーで、パウダーとゴローを勧誘した人。
ユユ
ドワーフ女。ドワーフ好きで、自らをドワーフ女子一可愛いと自負する。
クライド
ウェディ男。クエストとドレスアップが好き。
ともえ
ウェディ女。ネカマで、現実ではバードの兄。
バード
オーガ男。 現実ではともえの弟。バケツの様な形状をした「聖騎士のヘルム」を愛用している。オーガ好き。
まむ
エルフ女。現実ではともえとバードの母親。「ヘブンスライム」関東組のオフ会の幹事を行う。
ドリップ
オーガ女。プクリポが好きで、あまりに可愛いと「おちこむ」の仕草をする。
きしりかわ
ウェディ男。「ヘブンスライム」初の全職カンスト達成者。現実ではドリップの妹。
あにがさき
プクリポ男。一人称は「おら」。パウダーのことを妹のように可愛がっていたが、オフ会で会ってたくみが小さくも可愛くもないことにがっかりして以降、やや距離を置くようになった。
ちゃぶだい、マリオ / 山木
ツリ目のプクリポ男であるちゃぶだい、ウェディ女のマリオ。パウダーと仲がいい。現実では山木という関西に住む大学生で、チクチクの弟。姉共々、ゲーム内での性別で関係を説明しているため、パウダーからは兄妹と勘違いされていた。
チクチク
エルフ男。名前の由来はウニが好きだから。現実ではマリオの姉であり、ゲーム会社勤務の後、スクエア・エニックス編集部に入り漫画家金田(モデルは作者本人)の担当となりドラクエ10の漫画を手がけることになる。
ささまや
プクリポ女。初期ではパウダー以外で唯一メインキャラがプクリポ女子のメンバー。のちに現実で結婚し、ゲーム内にてチームメンバー総出でお祝いされる。
ダノン / 志野田
ウェディ女。
現実では山木（ちゃぶだい、マリオ）と同じ関西の大学に通う女子大生→社会人。ネットゲームに興味を持ち、山木にレクチャーを受けて『ドラクエX』を始める。

### その他の人物
おおにた
たくみが働くanimateの店長。大阪出身で不気味な笑顔をふりまく。『ドラクエX』はプレイしていないが、たくみが女性とルームシェアし始めたと聞いて興味を持つ。たくみのコミュニケーションが拙いことを指摘しつつも気にかけていた。物語中盤で海外の店舗へ転勤する。
たなか
おおにたの後任の店長。明るい性格でよく部下を褒めるが、曰くつきの過去があると噂される。
長井
みやこの働くネイルサロンの常連客でタレント。『おしゃ魔女そらみ』が好き。
あやの
みやこの友人。恋愛体質で、たくみに迫ったこともある。
たくみの両親
たくみの結婚を当初は信じておらず、病院に連れていくほどだったが、最終的には祝福する。

## 作中用語
ヘブンスライム
パウダー（たくみ）とゴロー（みやこ）が『ドラクエX』で所属しているプレイヤーチーム“チームをつくろう｜プレイガイド”. 目覚めし冒険者の広場－ドラゴンクエストXプレイヤー専用サイト（DQX公式サイト）. 2021年9月6日閲覧。。全29人で、男性12人女性17人。友達の友達や家族といったリアル繋がりのメンバーが多いが、パウダーとゴローはゲーム内で誘われて加入したため、他のメンバーと直接の面識はない。
プクリポ、オーガ、ウェディ、エルフ、ドワーフ
『ドラクエX』の世界に存在する5つの種族。使用キャラクターの種族や性別、体型などはプレイヤーが自由に設定できる。
サブキャラ
『ドラクエX』では、1アカウントにつき3人から5人のキャラクターを作成できる。メインで使用しているキャラクターに対して、サブで使用しているキャラクターをサブキャラと呼ぶ。
ドレスアップ（ドレア）
装備品の性能をそのままに、外見だけ別の好きな装備品のものに変えること。おしゃれを好むプレイヤーは、これと装備品の色を変える「カラーリング」を組み合わせてコーディネートを楽しむ。

## 書誌情報
kindleストア、eBookJapan、BookLive、honto、Yahoo Japanブックストア、kinoppy、どこでも読書、ニコニコ静画、ひかりTVbook、漫画全巻ドットコムなどでは、フルカラー版を含めて電子書籍版が販売されている。
- 金田一蓮十郎 『ゆうべはお楽しみでしたね』 スクウェア・エニックス 〈ヤングガンガンコミックス〉、既刊11巻（2024年10月25日現在）
  1. 2015年3月25日発売[4]、ISBN 978-4-7575-4595-3
  2. 2016年2月12日発売[5]、ISBN 978-4-7575-4881-7
  3. 2016年11月11日発売[6]、ISBN 978-4-7575-5175-6
  4. 2017年9月13日発売[7]、ISBN 978-4-7575-5469-6
  5. 2018年8月27日発売[8]、ISBN 978-4-7575-5823-6
  6. 2019年1月25日発売[9]、ISBN 978-4-7575-5984-4
  7. 2020年5月13日発売[10]、ISBN 978-4-7575-6622-4
  8. 2021年6月24日発売[11]、ISBN 978-4-7575-7331-4
  9. 2022年6月23日発売[12]、ISBN 978-4-7575-7981-1
  10. 2023年9月25日発売[13]、ISBN 978-4-7575-7981-1
  11. 2024年10月25日発売[14]、ISBN 978-4-7575-9481-4

## テレビドラマ
2019年1月より毎日放送制作の『ドラマイズム』枠にて放送された。2019年1月9日よりU-NEXTで見逃し独占配信開始。2019年2月8日に同じくU-NEXTで外伝2話が独占配信。全6話+外伝2話。2020年7月下旬より「ふっかつのほうそう」と称してドラマイズム枠で再放送された。

### キャスト
- おかもとみやこ：本田翼
- さつきたくみ：岡山天音
- 大仁田：宮野真守[19]
- あやの：筧美和子
- 外山：ゆうたろう
- れいな：あの
- タカシ：稲葉友
- 栗山：芦名星

外伝Iのみ出演
- バス停くしゃみの女性：桜木梨奈

外伝IIのみ出演
- さちこ：寺島咲
- ふみえ：月船さらら
- 佐藤：インコさん
- 高橋：崇史
- 田中：諏訪太朗
- 井上：木村圭作
- ネイル店お客：梨木まい

声の出演
- パウダー - 釘宮理恵
- ゴロー - 安元洋貴
- クライド - 内田雄馬
- マリオ - 小宮有紗
- ささやま、メル - 大西沙織
- ちゃぶ、ユユ - 湯浅かえで
- パナパナ - 佐藤元

### スタッフ
- 脚本：吹原幸太
- 監督：田口清隆
- 主題歌：THE RAMPAGE from EXILE TRIBE「Starlight」
- オープニングテーマ：そらる「ユーリカ」
- 音楽：福田裕彦
- CG：あまた
- 制作プロダクション：ダブル・フィールド
- 企画：山田洋二、林健太郎
- 製作者：瀬井哲也（バップ）、堤天心（U-NEXT）、松浦克義（スクウェア・エニックス）、宮田昌広（ギャンビット）、平田樹彦（ダブル・フィールド）、高橋宏典（あまた）
- 製作総指揮：久保忠佳（ギャンビット）
- 製作：「ゆうべはお楽しみでしたね」製作委員会（ギャンビット、MBS、バップ、U-NEXT、ダブル・フィールド、あまた、スクウェア・エニックス）・MBS

### 放送日程
| 各話   | 放送日   | 放送日  | サブタイトル         |
| 各話   | 毎日放送 | TBS     | サブタイトル         |
| ------ | -------- | ------- | -------------------- |
| 第1話  | 1月07日  | 1月09日 | はじまりはパルプンテ |
| 第2話  | 1月14日  | 1月16日 | このたびのなかまたち |
| 第3話  | 1月21日  | 1月23日 | じんせいはクエストだ |
| 第4話  | 1月28日  | 1月30日 | ふたりのすすむみちは |
| 第5話  | 2月04日  | 2月06日 | めいきゅうはふたたび |
| 最終話 | 2月11日  | 2月13日 | あらたなるぼうけんへ |

#### 外伝
| 各話   | 放送日  | サブタイトル         |
| 各話   | U-NEXT  | サブタイトル         |
| 外伝   | 外伝    | 外伝                 |
| ------ | ------- | -------------------- |
| 外伝I  | 2月08日 | でんせつのクッキング |
| 外伝II | 2月08日 | つどいしゆうしゃたち |

### 放送局
| 放送期間                                                                                     | 放送時間                     | 放送局      | 対象地域   | 備考   |
| -------------------------------------------------------------------------------------------- | ---------------------------- | ----------- | ---------- | ------ |
| 2019年1月7日 - 2月11日                                                                       | 月曜 0:50 - 1:20（日曜深夜） | 毎日放送    | 近畿広域圏 | 製作局 |
| 2019年1月9日 - 2月13日                                                                       | 水曜 1:28 - 1:58（火曜深夜） | TBSテレビ   | 関東広域圏 |        |
| 2019年1月15日 - 2月19日                                                                      | 火曜 1:27 - 1:57（月曜深夜） | 北海道放送  | 北海道     |        |
| 2019年1月18日 - 2月22日                                                                      | 金曜 0:56 - 1:26（木曜深夜） | あいテレビ  | 愛媛県     |        |
| 2019年1月19日 - 2月23日                                                                      | 土曜 1:25 - 1:55（金曜深夜） | 静岡放送    | 静岡県     |        |
| 2019年1月23日 - 2月27日                                                                      | 水曜 1:28 - 1:58（火曜深夜） | IBC岩手放送 | 岩手県     |        |
| 2019年2月1日 - 3月8日                                                                        | 金曜 1:29 - 1:59（木曜深夜） | CBCテレビ   | 中京広域圏 |        |
| 2019年2月5日 - 3月12日                                                                       | 火曜 0:55 - 1:25（月曜深夜） | 長崎放送    | 長崎県     |        |
| 2019年2月8日 - 3月15日                                                                       | 金曜 0:56 - 1:26（木曜深夜） | 熊本放送    | 熊本県     |        |
| 【ネット配信】過去放送分はU-NEXTで独占配信（2019年1月9日 - 2月11日の水曜 12:00に更新された） |                              |             |            |        |

### 関連商品
| 発売日        | タイトル                             | 規格品番   |
| ------------- | ------------------------------------ | ---------- |
| 2019年7月10日 | ゆうべはお楽しみでしたね DVD-BOX     | VPBX-14831 |
| 2019年7月10日 | ゆうべはお楽しみでしたね Blu-ray-BOX | VPBX-14831 |

| 毎日放送・TBS ドラマイズム | 毎日放送・TBS ドラマイズム | 毎日放送・TBS ドラマイズム     |
| 前番組                     | 番組名                     | 次番組                         |
| -------------------------- | -------------------------- | ------------------------------ |
| この恋はツミなのか!?       | ゆうべはお楽しみでしたね   | BACK STREET GIRLS -ゴクドルズ- |

## ゴロパウTV
『ゆうべはお楽しみでしたね』に登場した、パウダーとゴローが登場する2019年の『ドラゴンクエストX オンライン』TVCM。ナレーションは福山潤。
- 第1話 料理篇「パウダーとゴローの30秒クッキング」
- 第2話 通販篇「DQXショッピング」
- 第3話 お出かけ篇「パウさんぽ」
- 第4話 レンジャー篇「適当戦隊ナンデモレンジャー」
- 第5話 中継篇「NEWS10」
- 第6話 UFO篇「緊急報告!UFO目撃情報!?」